# El Negro Zumbón

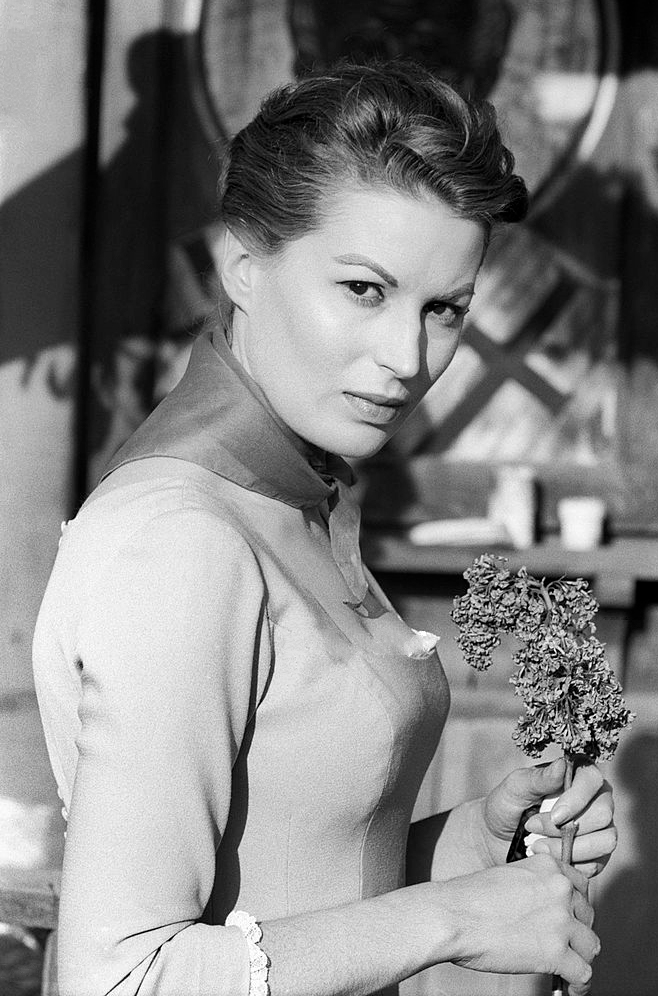
Silvana Mangano

El Negro Zumbón (aussi connu comme Anna) est une chanson baião écrite par Armando Trovajoli, en 1951, pour le film Anna, réalisé par Alberto Lattuada avec Silvana Mangano.
Dans le film, la chanson est chantée dans un club de nuit par Silvana Mangano, en play-back ; les paroles sont réellement chantées par Flo Sandon's.
Après la diffusion du film Anna aux États-Unis en 1953, le rythme brésilien d'El Negro Zumbón a influencé la musique pop américaine. Ce morceau a également été enregistré par de nombreux artistes latino-américains.

## Enregistrements notables
- Amália Rodrigues (1953)
- Caterina Valente avec Silvio Francesco (1956)
- Abbe Lane avec Tito Puente (1957)
- Connie Francis (1961)
- Chet Atkins (1967)
- Pink Martini (2004) - chant par China Forbes, Timothy Nishimoto, et Dan Faehnle[5]

## La postérité
Un passage du début de cette chanson est visible dans le film Cinéma Paradiso (1988). 
Dans Journal intime (1993), Nanni Moretti danse sur un clip de cette chanson diffusé à la télévision.
Un extrait de la chanson est interprété par le groupe The Avalanches , à la fin de leur morceau Frontier Psychiatrist de leur album Since I Left You (2000).